# روزنامه‌نگاری ورزشی
روزنامه‌نگاری ورزشی نوعی روزنامه‌نگاری است که به ورزش و رویدادهای ورزشی می‌پردازد. روزنامه‌نگاری ورزشی بخش اساسی یک رسانه خبری محسوب می‌گردد، حتی اگر آن رسانه تمرکزش بر پایه ورزش نباشد.

## تاریخچه نشریات ورزشی در ایران
تاریخ مطبوعات ورزشی در ایران به دوران قاجار باز‌می‌گردد و نخستین نشریه ورزشی ایران پیش ازشکل‌گیری اتحادیه بین‌المللی روزنامه‌نگاران ورزشی منتشر شده‌است.  در سال ۱۳۰۳ اتحادیه بین‌المللی روزنامه‌نگاران ورزشی هنگام برگزاری بازی‌های المپیک با حضور نمایندگان  ۲۹کشور جهان اعلام موجودیت کرد.